# Campionato europeo di pallanuoto 1934 (maschile)
La IV edizione del campionato europeo di pallanuoto ebbe luogo durante i campionati europei di nuoto del 1934 a Magdeburgo, in Germania, dal 12 al 19 agosto.
Presero parte al torneo 10 rappresentative nazionali. Le squadre vennero divise in due gironi da cinque, disputati i quali, le prime due classificate ebbero accesso al girone per il titolo, le terze e le quarte disputarono il girone di classificazione e le ultime vennero eliminate direttamente.
L'Ungheria conquistò il quarto titolo continentale consecutivo precedendo sul podio i padroni di casa della Germania.

## Squadre partecipanti
GRUPPO A
- Belgio
- Francia
- Jugoslavia
- Paesi Bassi
- Ungheria

GRUPPO B
- Cecoslovacchia
- Italia
- Germania
- Spagna
- Svezia

## Fase preliminare

### Gruppo A
| Data     | Gara        | Gara  | Gara        |
| -------- | ----------- | ----- | ----------- |
| 12-08-34 | Paesi Bassi | 3 - 1 | Jugoslavia  |
| 12-08-34 | Ungheria    | 5 - 1 | Belgio      |
| 13-08-34 | Ungheria    | 9 - 1 | Paesi Bassi |
| 13-08-34 | Jugoslavia  | 2 - 1 | Francia     |
| 14-08-34 | Ungheria    | 3 - 1 | Jugoslavia  |
| 14-08-34 | Francia     | 4 - 2 | Belgio      |
| 15-08-34 | Paesi Bassi | 1 - 5 | Belgio      |
| 15-08-34 | Ungheria    | 5 - 0 | Francia     |
| 16-08-34 | Belgio      | 3 - 0 | Jugoslavia  |
| 16-08-34 | Paesi Bassi | 2 - 4 | Francia     |

|    | Squadra     | Punti | G | V | N | P | GF | GS | DR  |
| -- | ----------- | ----- | - | - | - | - | -- | -- | --- |
| 1. | Ungheria    | 8     | 4 | 4 | 0 | 0 | 22 | 3  | +19 |
| 2. | Belgio      | 4     | 4 | 2 | 0 | 2 | 11 | 10 | +1  |
| 3. | Francia     | 4     | 4 | 2 | 0 | 2 | 9  | 11 | -2  |
| 4. | Jugoslavia  | 2     | 4 | 1 | 0 | 3 | 4  | 10 | -6  |
| 5. | Paesi Bassi | 2     | 4 | 1 | 0 | 3 | 7  | 19 | -12 |

### Gruppo B
| Data     | Gara           | Gara  | Gara           |
| -------- | -------------- | ----- | -------------- |
| 12-08-34 | Germania       | 5 - 0 | Italia         |
| 12-08-34 | Spagna         | 1 - 0 | Cecoslovacchia |
| 13-08-34 | Italia         | 1 - 1 | Svezia         |
| 13-08-34 | Germania       | 4 - 1 | Cecoslovacchia |
| 14-08-34 | Svezia         | 6 - 0 | Cecoslovacchia |
| 14-08-34 | Germania       | 6 - 1 | Spagna         |
| 15-08-34 | Italia         | 0 - 2 | Spagna         |
| 15-08-34 | Germania       | 6 - 3 | Svezia         |
| 16-08-34 | Cecoslovacchia | 7 - 3 | Italia         |
| 16-08-34 | Spagna         | 3 - 5 | Svezia         |

|    | Squadra        | Punti | G | V | N | P | GF | GS | DR  |
| -- | -------------- | ----- | - | - | - | - | -- | -- | --- |
| 1. | Germania       | 8     | 4 | 4 | 0 | 0 | 21 | 5  | +16 |
| 2. | Svezia         | 5     | 4 | 2 | 1 | 1 | 15 | 10 | +5  |
| 3. | Spagna         | 4     | 4 | 2 | 0 | 2 | 7  | 11 | -4  |
| 4. | Cecoslovacchia | 2     | 4 | 1 | 0 | 3 | 8  | 14 | -6  |
| 5. | Italia         | 1     | 4 | 0 | 1 | 3 | 4  | 15 | -11 |

## Fase finale

### Gruppo 1º-4º posto
| Data     | Gara     | Gara  | Gara     |
| -------- | -------- | ----- | -------- |
| 17-08-34 | Belgio   | 3 - 3 | Svezia   |
| 17-08-34 | Germania | 1 - 4 | Ungheria |
| 19-08-34 | Ungheria | 9 - 1 | Svezia   |
| 19-08-34 | Belgio   | 1 - 2 | Germania |

|         | Squadra  | Punti | G | V | N | P | GF | GS | DR  |
| ------- | -------- | ----- | - | - | - | - | -- | -- | --- |
| Oro     | Ungheria | 6     | 3 | 3 | 0 | 0 | 18 | 3  | +15 |
| Argento | Germania | 4     | 3 | 2 | 0 | 1 | 9  | 8  | +1  |
| Bronzo  | Belgio   | 1     | 3 | 0 | 1 | 2 | 5  | 10 | -5  |
| 4.      | Svezia   | 1     | 3 | 0 | 1 | 2 | 7  | 18 | -11 |

### Gruppo 5º-8º posto
| Data     | Gara           | Gara  | Gara           |
| -------- | -------------- | ----- | -------------- |
| 17-08-34 | Jugoslavia     | 2 - 2 | Cecoslovacchia |
| 18-08-34 | Jugoslavia     | 3 - 2 | Spagna         |
| 18-08-34 | Cecoslovacchia | 3 - 5 | Francia        |
| 19-08-34 | Francia        | 2 - 1 | Spagna         |

|    | Squadra        | Punti | G | V | N | P | GF | GS | DR |
| -- | -------------- | ----- | - | - | - | - | -- | -- | -- |
| 1. | Jugoslavia     | 5     | 3 | 2 | 1 | 0 | 7  | 5  | +2 |
| 2. | Francia        | 4     | 3 | 2 | 0 | 1 | 8  | 6  | +2 |
| 3. | Spagna         | 2     | 3 | 1 | 0 | 2 | 4  | 5  | -1 |
| 4. | Cecoslovacchia | 1     | 3 | 0 | 1 | 2 | 5  | 8  | -3 |

## Classifica Finale
| Pos. | Squadra        |
| ---- | -------------- |
|      | Ungheria       |
|      | Germania       |
|      | Belgio         |
| 4    | Svezia         |
| 5    | Jugoslavia     |
| 6    | Francia        |
| 7    | Spagna         |
| 8    | Cecoslovacchia |
| 9    | Paesi Bassi    |
| 10   | Italia         |

### Campioni
| Oro |
| Ungheria György Bródy György Kutasi Mihály Bozsi Jenő Brandi Olivér Halassy Márton Homonnai Sándor Ivády Alajos Keserű János Németh Miklós Sárkány József Vértesy |